# Daisy Bell
"Daisy Bell" – popularna amerykańska piosenka, której słowa ("Daisy, Daisy/Give me your answer do/I'm half crazy/all for the love of you" oraz "...a bicycle built for two") są prawdopodobnie bardziej znane niż jej tytuł. Została skomponowana w 1892 roku przez angielskiego kompozytora Harry'ego Dacre'a.
W 1961 roku jako pierwsza piosenka została zaśpiewana przez komputer (IBM 704). Wokale zostały zaprogramowane przez Johna Kelly'ego oraz Carol Lockbaum, a akompaniament przez Maxa Mathewsa. Fakt ten był inspiracją do słynnej sceny wyłączania komputera HAL 9000 w filmie 2001: Odyseja kosmiczna.